# Campeonato de Francia de Rugby 15 1913-14
El Campeonato de Francia de Rugby 15 1913-14 fue la 23.ª edición del Campeonato francés de rugby, la principal competencia del rugby galo.
El campeón del torneo fue el equipo de Perpignan quienes obtuvieron su primer campeonato.

## Desarrollo

### Preclasificación
| 22 de febrero de 1914 | Bayonne | 28 - 0 | La Rochelle |  |  |

| 22 de febrero de 1914 | FC Lyon | 0 - 10 | Grenoble |  |  |

| 22 de febrero de 1914 | Le Havre AC | 13 - 3 | Stade Nantais |  |  |

| 22 de febrero de 1914 | Limoges | 0 - 14 | Toulouse |  |  |

| 22 de febrero de 1914 | Périgueux | 0 - 3 | Tarbes |  |  |

| 22 de febrero de 1914 | Perpignan | 28 - 0 | Toulon |  |  |

| 22 de febrero de 1914 | RC Chalon | 0 - 5 | Racing Club |  |  |

| 22 de febrero de 1914 | Compiègne | 0 - 23 | Stade Bordelais |  |  |

### Fase de grupos

#### Grupo A
| Equipo          | Puntos   |
| --------------- | -------- |
| Tarbes          | 8 puntos |
| Stade Bordelais | 7 puntos |
| Racing Club     | 5 puntos |
| Grenoble        | 3 puntos |

#### Grupo B
| Equipo      | Puntos   |
| ----------- | -------- |
| Perpignan   | 7 puntos |
| Toulouse    | 7 puntos |
| Bayonne     | 7 puntos |
| Le Havre AC | 3 puntos |

### Final
| 3 de mayo de 1914 | Perpignan | 8 - 7 | Tarbes | Stade des Ponts Jumeaux, Toulouse |  |

| Bandera de Francia |
| Campeón Perpignan  |
| Primer título      |